# Nová Lipnica
Koordinaten: 48° 5′ N, 17° 17′ O
Nová Lipnica (bis 1948 slowakisch und deutsch Tartschendorf, ungarisch Torcs) ist ein Ort in der Slowakei. Er gehört seit 1974 zur Gemeinde Dunajská Lužná, 1936 kamen Teile des Ortsgebietes zur neu entstandenen Gemeinde Miloslavov.
Bis zur Vertreibung war der Ort wie auch die Nachbarorte deutschsprachig dominiert, in die 1945 entvölkerten Gebiete kamen dann Slowaken aus der Gegend des nunmehr polnischen Gebietes um Vyšná Lipnica (heute polnisch Lipnica Mała) und Nižná Lipnica (heute polnisch Lipnica Wielka), der Ort bekam somit bezugnehmend auf die ehemaligen Heimatorte seinen jetzigen Namen (siehe dazu auch Tschechoslowakisch-polnische Grenzkonflikte).